# 国際連合安全保障理事会決議126
国際連合安全保障理事会決議126（こくさいれんごうあんぜんほしょうりじかいけつぎ126、英: United Nations Security Council Resolution 126, UNSCR126）は、1957年12月2日に国際連合安全保障理事会で採択された決議。カシミール紛争を受けての安保理議長のインド及びパキスタンへの訪問に関するものである。

## 概要
ジャンムー・カシミール州をめぐるインド政府とパキスタン政府間の紛争を対処するべく1957年に可決された3決議の最後のものであると同時に、安保理決議第123号で理事会が要請したスウェーデン代表グンナル・ヤリング（Gunnar Jarring）による状況報告に続くものであった。また、インドとパキスタン両国の政府に対し、状況を悪化させないよう要請するとともに、インドとパキスタンの国連代表に対し、インド亜大陸を訪問し、さらなる進展に向けた推奨措置を安保理に報告するよう指示している。決議はソビエト連邦が棄権したものの、他10国全てが賛成に票を投じた。

## 詳細
以下はその和訳。
安全保障理事会は、
1957年2月21日の決議第123号（1957年）に従って引き受けたミッションに関するスウェーデン代表グンナル・V・ヤリング氏の報告書6を受け取り、感謝の意を表するとともに留意し、
ヤリング氏の任務遂行の注意深さと能力に対して感謝の意を表し、
平和的解決を図るため国際連合に協力する誠実な意思を両当事者が表明したことを感謝をもって観察し、
インドおよびパキスタン政府が、1948年1月17日の決議第38号（1948年）ならびに1948年8月13日および1949年1月5日の国際連合インド・パキスタン委員会の決議の条項を認識・受容しており、これらの決議は、その条件に従って、自由かつ公平な国民投票という民主的方法を通じて、人々の意思に従ってジャンムー・カシミール州の将来の地位を決定するという想定していることに留意しつつ、ヤリング氏がこれらの完全実施を妨げるものを調査することが適切と考えていることを加えて確認し、
ヤリング氏の報告書が紛争の解決に向けた進展がないのを示していることについて憂慮し、

解決に向けた措置の一つとしてジャンムー・カシミール州の非軍事化を重要視していることを考慮し、
これまでのインド・パキスタン問題に関する決議および国連インド・パキスタン委員会の決議を想起し、以下の通りとする。
1. インド政府及びパキスタン政府に対し、いかなる声明も発することや、また、状況を悪化させるような行為を行う、または行わせること、ないしは当該行為を許容することを差し控えると同時に、それぞれの国民に対しさらなる交渉の推進に好ましい雰囲気を作り出し、これの維持を支援するよう要請する。
2. インドとパキスタンの国連代表に対し、1948年8月13日及び1949年1月5日の国際連合インド・パキスタン委員会の決議の実施及び平和的解決に向けた前進を図るため、当事者にさらなる適切な行動を勧告するよう要請する。
3. 国際連合代表に対し、以上の目的のために訪印する権限を与えた。
4. 国際連合代表に対し、その活動の成果についてできるだけ早く安全保障理事会に報告するよう指示する。

6 文書 S/3821を参照。